# Pohár UEFA 1975/1976
Sezóna 1975/76 Poháru UEFA byla 18. ročníkem tohoto poháru a zároveň pátým pod tímto názvem. Vítězem se stal tým Liverpool FC.

## První kolo
| Domácí v 1. zápase       | Celkem | Hosté v 1. zápase     | 1. zápas | 2. zápas    |
| ------------------------ | ------ | --------------------- | -------- | ----------- |
| MSV Duisburg             | 10–3   | Enosis Neon Paralimni | 7–1      | 3–2         |
| Glentoran FC             | 1–14   | AFC Ajax              | 1–6      | 0–8         |
| Grasshopper Club Zürich  | 4–4(v) | Real Sociedad         | 3–3      | 1–1         |
| PAOK FC                  | 2–6    | Barcelona             | 1–0      | 1–6         |
| AIK Stockholm            | 1–2    | FK Spartak Moskva     | 1–1      | 0–1         |
| Royal Antwerp FC         | 5–1    | Aston Villa FC        | 4–1      | 1–0         |
| FC Bohemians Praha       | 2–3    | Budapest Honvéd FC    | 1–2      | 1–1         |
| FC Carl Zeiss Jena       | 4–0    | Olympique Marseille   | 3–0      | 1–0         |
| FC Universitatea Craiova | 2–4    | FK Crvena zvezda      | 1–3      | 1–1         |
| Everton FC               | 0–1    | AC Milán              | 0–0      | 0–1         |
| Feyenoord                | 1–4    | Ipswich Town FC       | 1–2      | 0–2         |
| GAIS                     | 4–5    | Śląsk Wrocław         | 2–1      | 2–4         |
| Hertha BSC               | 6–2    | HJK Helsinki          | 4–1      | 2–1         |
| Hibernian FC             | 2–3    | Liverpool FC          | 1–0      | 1–3         |
| Holbaek B&I              | 1–3    | Stal Mielec           | 0–1      | 1–2         |
| 1. FC Köln               | 5–2    | Boldklubben 1903      | 2–0      | 3–2(prodl.) |
| Olympique Lyon           | 4–6    | Club Brugge KV        | 4–3      | 0–3         |
| Molde FK                 | 1–6    | Öster                 | 1–0      | 0–6         |
| ASA Târgu Mureş          | 3–6    | Dynamo Drážďany       | 2–2      | 1–4         |
| FK Černomorec Oděsa      | 1–3    | SS Lazio              | 1–0      | 0–3(prodl.) |
| FC Porto                 | 10–0   | FC Avenir Beggen      | 7–0      | 3–0         |
| SK Rapid Wien            | 2–3    | Galatasaray           | 1–0      | 1–3         |
| AS Řím                   | 2–1    | Dunav Ruse            | 2–0      | 0–1         |
| FK Torpedo Moskva        | 5–2    | SSC Neapol            | 4–1      | 1–1         |
| SK VOEST Linz            | 2–4    | Vasas SC              | 2–0      | 0–4         |
| FK Vojvodina Novi Sad    | 1–3    | AEK Athény FC         | 0–0      | 1–3         |
| BSC Young Boys           | 2–4    | Hamburger SV          | 0–0      | 2–4         |
| Athlone Town             | 4–2    | Vålerenga             | 3–1      | 1–1         |
| FK Inter Bratislava      | 8–2    | Real Zaragoza         | 5–0      | 3–2         |
| Keflavík                 | 0–6    | Dundee United FC      | 0–2      | 0–4         |
| PFK Levski Sofia         | 7–1    | Eskişehirspor         | 3–0      | 4–1         |
| Sliema Wanderers         | 2–5    | Sporting CP           | 1–2      | 1–3         |

## Druhé kolo
| Domácí v 1. zápase  | Celkem    | Hosté v 1. zápase | 1. zápas | 2. zápas |
| ------------------- | --------- | ----------------- | -------- | -------- |
| MSV Duisburg        | 4–4(v)    | PFK Levski Sofia  | 3–2      | 1–2      |
| Athlone Town        | 0–3       | AC Milán          | 0–0      | 0–3      |
| FC Carl Zeiss Jena  | 1–1(pen.) | Stal Mielec       | 1–0      | 0–1      |
| Dundee United FC    | 2–3       | FC Porto          | 1–2      | 1–1      |
| Galatasaray         | 2–7       | FK Torpedo Moskva | 2–4      | 0–3      |
| Hertha BSC          | 2–4       | AFC Ajax          | 1–0      | 1–4      |
| Budapest Honvéd FC  | 2–3       | Dynamo Drážďany   | 2–2      | 0–1      |
| FK Inter Bratislava | (v)3–3    | AEK Athény FC     | 2–0      | 1–3      |
| Ipswich Town FC     | 3–4       | Club Brugge KV    | 3–0      | 0–4      |
| FK Spartak Moskva   | 3–0       | 1. FC Köln        | 2–0      | 1–0      |
| Öster               | 1–2       | AS Řím            | 1–0      | 0–2      |
| Real Sociedad       | 1–9       | Liverpool FC      | 1–3      | 0–6      |
| FK Crvena zvezda    | 1–5       | Hamburger SV      | 1–1      | 0–4      |
| Śląsk Wrocław       | 3–2       | Royal Antwerp FC  | 1–1      | 2–1      |
| Vasas SC            | 4–3       | Sporting CP       | 3–1      | 1–2      |
| SS Lazio            | 0–7       | Barcelona         | 0–3      | 0–4      |

## Třetí kolo
| Domácí v 1. zápase  | Celkem    | Hosté v 1. zápase | 1. zápas | 2. zápas |
| ------------------- | --------- | ----------------- | -------- | -------- |
| AFC Ajax            | 3–3(pen.) | PFK Levski Sofia  | 2–1      | 1–2      |
| Barcelona           | 4–1       | Vasas SC          | 3–1      | 1–0      |
| Club Brugge KV      | 2–0       | AS Řím            | 1–0      | 1–0      |
| Dynamo Drážďany     | 4–3       | FK Torpedo Moskva | 3–0      | 1–3      |
| Hamburger SV        | 3–2       | FC Porto          | 2–0      | 1–2      |
| FK Inter Bratislava | 1–2       | Stal Mielec       | 1–0      | 0–2      |
| Śląsk Wrocław       | 1–5       | Liverpool FC      | 1–2      | 0–3      |
| AC Milán            | 4–2       | FK Spartak Moskva | 4–0      | 0–2      |

## Čtvrtfinále
| Domácí v 1. zápase | Celkem | Hosté v 1. zápase | 1. zápas | 2. zápas |
| ------------------ | ------ | ----------------- | -------- | -------- |
| Barcelona          | 8–5    | PFK Levski Sofia  | 4–0      | 4–5      |
| Club Brugge KV     | 3–2    | AC Milán          | 2–0      | 1–2      |
| Dynamo Drážďany    | 1–2    | Liverpool FC      | 0–0      | 1–2      |
| Hamburger SV       | 2–1    | Stal Mielec       | 1–1      | 1–0      |

## Semifinále
| Domácí v 1. zápase | Celkem | Hosté v 1. zápase | 1. zápas | 2. zápas |
| ------------------ | ------ | ----------------- | -------- | -------- |
| Barcelona          | 1–2    | Liverpool FC      | 0–1      | 1–1      |
| Hamburger SV       | 1–2    | Club Brugge KV    | 1–1      | 0–1      |

## Finále
| Domácí v 1. zápase | Celkem | Hosté v 1. zápase | 1. zápas | 2. zápas |
| ------------------ | ------ | ----------------- | -------- | -------- |
| Liverpool FC       | 4–3    | Club Brugge KV    | 3–2      | 1–1      |

## Vítěz
| Pohár UEFA 1975/76 Liverpool FC Ray Clemence, Phil Neal, Tommy Smith, Phil Thompson, Ray Kennedy, Emlyn Hughes , Kevin Keegan, David Fairclough, Steve Heighway, John Toshack, Ian Callaghan, Jimmy Case, Peter McDonnell, Joey Jones, Brian Hall, Terry McDermott Trenér: Bob Paisley |